# Лесной журнал (1833—1851)

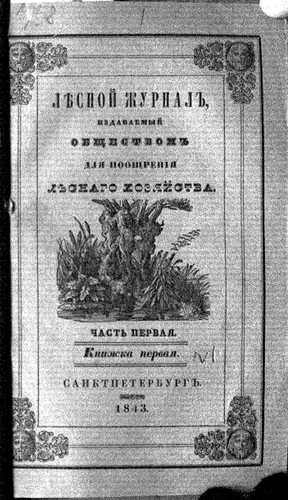
Обложка "Лесно́го журна́ла" за 1843 г.

Лесной журнал — периодическое издание Санкт-Петербургского Общества для поощрения лесного хозяйства, затем Лесного отдела Императорского Вольного экономического общества. Журнал выходил в Санкт-Петербурге с 1833 по 1851 год. С 1833 по 1845 года публиковался под названием «Лесной журнал, издаваемый обществом для поощрения лесного хозяйства»: по 4 части в год, в каждой части по 3 книги, с 1852 года журнал присоединен к «Трудам Вольного экономического общества» в виде «Отдела лесного хозяйства и вспомогательных наук».
Журнал был учреждён 27 января 1833 года при содействии графа Е. Ф. Канкрина.
Журнал состоял из пяти отделов:
1. Лесохозяйственные науки: разведение лесов и деревьев, лесоохранение, лесная технология или лесоупотребление, лесная таксация, история лесоводства;
2. Вспомогательные науки: лесная ботаника, лесная химия, лесная география, лесные почвы, лесная зоология, в особенности энтомология, лесная статистика и топографические описания лесов;
3. Литература лесных наук: разбор сочинений по лесной части; библиографические сведения, биографии ученых, труды известных лесоводов;
4. Достопримечательности природы, новейшие наблюдения и изыскания;
5. Смесь: описание лесных заведений и учреждений, задачи по лесным предметам, статьи по охоте, лесные и охотничьи анекдоты.

Печаталось много статей, излагающих соображения о пользе сбережения лесов, о благотворном влиянии лесов «на органическую и неорганическую природу», о пагубном влиянии истребления лесов и т. п.
Первым редактором журнала был А. И. Энегольм, затем — Н. И. Юханцев, за ним — Ланге.
С марта 1845 года  до конца 1851 года журнал издавался под руководством Ф. Арсеньева лесным отделением Вольного экономического общества, к которому было присоединено Общество для поощрения лесного хозяйства. Журнал выходил еженедельно. В тот период задачи журнала несколько сузились: «распространить в отечестве понятие о рациональном лесном хозяйстве и возбудить желание к его изучению». Были выделены 4 рубрики:
1. леса и лесоводство в России;
2. леса и лесоводство в иностранных государствах;
3. библиография;
4. смесь.

Продолжали печататься статьи на ботанические темы, а также об охоте.
Активными сотрудниками журнала были В. С. Семёнов, К. П. Гильдеман, А. А. Длатовский, А. Е. Теплоухов, А. Р. Варгас, Ф. К. Арнольд, Н. Г. Мальгин.
Журнал был закрыт в связи с прекращением финансирования со стороны правительства. На два десятилетия российское лесоводство осталось без своего печатного издания. Исключением была «Газета лесоводства и охоты», издававшаяся в 1855—1859 годах. До 1871 года, когда Лесное общество в Санкт-Петербурге начало издание своего «Лесного журнала», лесохозяйственные статьи и сообщения печатались в журналах сельскохозяйственной тематики и «Трудах Вольного экономического общества».